# In the Line of Fire – Die zweite Chance
In the Line of Fire – Die zweite Chance (englisch In the Line of Fire ‚In der Schusslinie‘) ist ein US-amerikanischer Actionfilm aus dem Jahr 1993. Der Regisseur war Wolfgang Petersen, das Drehbuch schrieb Jeff Maguire. Die Hauptrollen spielten Clint Eastwood, John Malkovich, Rene Russo und Dylan McDermott. Die Musik komponierte Ennio Morricone.

## Handlung
Der Secret-Service-Agent Frank Horrigan gehörte beim Attentat auf John F. Kennedy am 22. November 1963 zum Personenschutz des Präsidenten. Dass er Kennedys Leben nicht retten konnte, empfindet er als persönliches Versagen. Nach einigen Jahren im Dienst des Finanzministeriums meldet er sich wieder zum Dienst in der Sicherheitsabteilung. Es stellt sich heraus, dass ihn diese Tätigkeit, besonders das Laufen neben der Präsidenten-Limousine, körperlich überfordert. Er wird belächelt; zu den Spöttern zählt anfangs auch seine Kollegin Lilly Raines. Allerdings kommen sich Horrigan und Lilly im Verlauf des Filmes näher.
Bald meldet sich ein anonymer Anrufer, der sich Booth nennt und ankündigt, den Präsidenten zu ermorden. Er fragt, ob Horrigan bereit sei, sein Leben zu opfern, um das des Präsidenten zu schützen. Nachdem sich herausgestellt hat, dass es sich bei dem Anrufer um den ehemaligen CIA-Agenten Mitch Leary handelt, gelingt es nach einem erneuten Anruf von ihm beinahe, ihn zu stellen. Als Horrigan, der die Verfolgung aufgenommen hat, von einem Hausdach in den Tod zu stürzen droht, reicht ihm Leary die Hand. Nach einigem Zögern ergreift Horrigan diese, richtet jedoch dann mit der anderen Hand seine Waffe auf Leary. Dieser versucht zunächst, Horrigan zum Abdrücken zu provozieren, und lässt ihn schließlich auf den nächstgelegenen Absatz der unter ihm gelegenen Feuertreppe fallen. Als daraufhin Horrigans Kollege Al D’Andrea, der das Geschehen von dem gegenüberliegenden Hausdach aus beobachtet hat, seine Waffe auf Leary richtet und die Lage unter Kontrolle zu haben glaubt, erschießt Leary ihn. Kurz zuvor noch wollte der junge Familienvater den Dienst quittieren, hat sich jedoch letztlich von Horrigan umstimmen lassen.
Im Finale kommt Leary als Wahlkampfspender getarnt zu einer VIP-Veranstaltung und schießt mit einer Kunststoffpistole auf den Präsidenten. Horrigan fängt die Kugel ab und wird verletzt. Leary entführt ihn und verschanzt sich mit ihm in einem verglasten Aufzug. Während ihres letzten Dialogs gelingt es Horrigan, seine Kollegen vom Secret Service über Funk über die Position der beiden Personen im Aufzug aufzuklären. Die Scharfschützen schießen unter Führung von Lilly Raines auf Leary, treffen aber nur die Verglasung des Aufzuges. Es gelingt Horrigan, den durch umherfliegende Glassplitter abgelenkten Leary zu überwältigen. Im Laufe des Zweikampfes fällt Leary aus dem nunmehr offenen Aufzug und kann sich im letzten Moment an der Bodenleiste festhalten. Dieses Mal reicht Horrigan Leary die Hand, damit dieser sich hochziehen kann. Leary entscheidet sich dagegen und stürzt in den Tod.

## Produktionsnotizen und Hintergrund
- Der Film wurde ab September 1992 in den Sony Studios, Los Angeles gedreht. Die Außenaufnahmen entstanden in Washington und Chicago. Die Uraufführung (Release) erfolgte im Juli 1993, die deutsche Erstaufführung am 26. Oktober 1993 in Streit’s Filmtheater in Hamburg, Kinostart war dann am 28. Oktober 1993.[1]
- Weil Clint Eastwood Das Boot kannte und als „wundervollen Film“ schätzte, darüber hinaus Tod im Spiegel gesehen hatte und auch direkt nach Erbarmungslos nicht gleich noch einmal Regie führen wollte, fragte er bei Wolfgang Petersen an, ob er für den Filmstoff die Regie übernehmen wollte.[2] Dies bedeutete für Petersen den endgültigen Durchbruch in Hollywood.[3]
- Der Secret Service diente als Berater für diesen Film. Dies war das erste Mal, dass der Secret Service seine uneingeschränkte Mitarbeit bei der Erstellung eines Spielfilms anbot.[3]
- Die Rolle Frank Horrigan (gespielt von Clint Eastwood) wurde vom echten Secret-Service-Agenten Clint Hill inspiriert, dem Leibwächter des Präsidenten John F. Kennedy und seiner Frau Jacqueline Kennedy. Am 22. November 1963 war er in Dallas zugegen, das Attentat auf den Präsidenten konnte er nicht vereiteln. Hill kletterte – nach dem dritten Schuss auf Kennedy (dem Kopfschuss) – auf den Kofferraum der Präsidenten-Limousine und beugte sich anschließend schützend über den getroffenen Präsidenten und die First Lady. 1975 führte der Journalist Mike Wallace für sein TV-Magazin 60 Minutes ein Interview mit Clint Hill. Hill fühlte sich für den Tod des Präsidenten verantwortlich und erklärte, dass er bereit gewesen wäre, sein Leben für den Präsidenten zu geben.[3]
- Erstmals wurden in einem Hollywoodfilm digitale Effekte benutzt, nicht um den Film aufwendig aussehen zu lassen, sondern um Geld zu sparen, z. B. für Statisten. Die fotorealistischen Effekte schrieben Filmgeschichte, blieben aber wegen ihrer Perfektion von den meisten Zuschauern und auch von Filmschaffenden unbemerkt. In der Kategorie Visual Effects wurde der Film nicht einmal für den Oscar nominiert. Nachdem ein anderer Produzent die Aufnahmen der fliegenden Air Force One gesehen hatte, rief er den Produzenten Jeff Apple an, wo man das Flugzeug mieten könne. Es war jedoch eine reine Computeranimation.[3]
- Es gab über private Verbindungen zum amerikanischen Secret Service die offizielle Erlaubnis, Aufnahmen der tatsächlichen Wahlkampfveranstaltungen von George Bush sen. und Bill Clinton zu machen. Der Filmpräsident, Eastwood und andere Darsteller wurden digital in diese Aufnahmen hineinkopiert. Dadurch konnten die Produktionskosten erheblich gesenkt werden.[3]
- Um Eastwood in die Aufnahmen mit Kennedy zu kopieren, wurden Ausschnitte aus Dirty-Harry-Filmen benutzt. Filme aus den 1960er Jahren mit Eastwood waren meist Western und damit wegen der Kleidung völlig ungeeignet. Wegen der typischen 1970er-Jahre Frisur retuschierte man Clint Eastwood digital die Koteletten ab.[3]
- Fred Dalton Thompson, der den unsympathischen Stabschef des Weißen Hauses spielt, war auch im echten Leben Politiker und kandidierte 2008 erfolglos für die Nachfolge von Präsident Bush.

## Rezeption
In the Line of Fire erhielt ein sehr gutes Presseecho, was sich auch in den Auswertungen US-amerikanischer Aggregatoren widerspiegelt. So erfasst Rotten Tomatoes fast ausschließlich positive Besprechungen und ordnet den Film dementsprechend als „Verbrieft Frisch“ ein. Laut Metacritic fallen die Bewertungen im Mittel „Grundsätzlich Wohlwollend“ aus. Es folgen einige repräsentative Pressestimmen:

„Den Attentäter spielt ein grandios agierender John Malkovich (und er ist) ein gleichwertiger Partner für Clint Eastwood. Brillante Dialoge – auch in der deutschen Synchronfassung – und eine effektvolle Musik vereinen sich mit einer guten Portion Humor unter Petersens solider Regie zu einem fesselnden Psychodrama. Einer der besten Filme des Jahres.“

„Nachdem Wolfgang Petersen (Das Boot) mit Tod im Spiegel ein eher schwaches Hollywood-Debüt ablieferte, war der Anruf des Agenten von Clint Eastwood, der ihn zu seinem Wunschregisseur erwählt hatte, die Rettung und seine ‚zweite Chance‘. Petersen konnte sich mit diesem rasanten Hochspannungsthriller voll rehabilitieren und bewies auch mit seinem […] Film Outbreak eine sichere Hand für Kassenknüller.“

„Die Spannung des Films resultiert mehr aus den Charakteren und deren Verankerung in der Psychologie der amerikanischen Nation als aus vordergründiger Aktion. Gute Darstellung und eine konzentrierte, an Höhepunkten auch effektsichere Regie verleihen den Klischees des Genres doppelbödige Bedeutung.“

Der Film bekam drei Oscar-Nominierungen, darunter für John Malkovich (beste Nebenrolle) und Jeff Maguire (bestes Drehbuch). Der Komponist Ennio Morricone gewann den Filmpreis ASCAP Film and Television Music Award.